# شورای‌عالی کار
شورای‌عالی کار یکی از شوراهای عالی در ایران است. از وظایف اصلی این شورا، تعیین حداقل دستمزد کارگران می‌باشد.

## تاریخچه
پیشینه شورای‌عالی کار به دوران پهلوی بازمی‌گردد. با پیشنهاد این شورا، طرح اولیه قانون کار تهیه شد.
در سال ۱۳۲۸، «قانون اجازه اجرای گزارش کمیسیون پیشه و هنر و بازرگانی مربوط به کارگران و کارفرمایان» و در سال ۱۳۳۷، «قانون کار» تصویب شدند و در آنها، وظایف و ترکیب شورای‌عالی کار (نمایندگان دولت، کارفرمایان و کارگران) تعیین شد.
پس از انقلاب ۱۳۵۷ و در سال ۱۳۶۹، قانون کار جمهوری اسلامی ایران تصویب شد. فصل دهم این قانون به شورای‌عالی کار پرداخته‌است.

## دبیرخانه
شورای‌عالی کار دارای یک دبیرخانه دائمی است که در وزارت تعاون، کار و رفاه اجتماعی قرار دارد. کارشناسان این دبیرخانه، مطالعات مربوط به روابط و شرایط کار و سایر مسائل مهم حوزه کار را تهیه و به شورا ارائه می‌کنند.
اداره دبیرخانه شورا به‌عهده دبیر شورای‌عالی کار می‌باشد که با پیشنهاد وزیر تعاون، کار و رفاه اجتماعی و تصویب شورا انتخاب می‌شود و بدون داشتن حق رأی در جلسات شرکت می‌کند.

## اعضا
هر یک از اعضای شورا دارای یک رأی می‌باشند و به‌جز خود وزیر، بقیه اعضا به مدت ۲ سال انتخاب می‌شوند. اعضای شورای‌عالی کار عبارتند از:
- وزیر تعاون، کار و رفاه اجتماعی (رئیس شورا)
- دو نفر به پیشنهاد وزیر تعاون، کار و رفاه اجتماعی و تصویب هیئت وزیران (یک نفر آنها از اعضای شورای عالی صنایع)
- سه نفر از نمایندگان کارگران (یک نفر از بخش کشاورزی) به انتخاب کانون عالی شوراهای اسلامی کار
- سه نفر از نمایندگان کارفرمایان (یک نفر از بخش کشاورزی)
- رئیس سازمان ملی استاندارد ایران[۵][۶]